# Projekt Revolution
Projekt Revolution is een tournee gestart door de rockband Linkin Park. De tournee, met deze band ook als headliner, begon in 2002 in Verenigde Staten en had uitstapjes naar Toronto (2007) en enkele delen van Europa (2008). Het doel van de toer is fans van verschillende stijlen en genres samen te brengen. Grote artiesten hebben met Projekt Revolution getoerd, waaronder Cypress Hill, Mudvayne, Xzibit, KoRn, Snoop Dogg, My Chemical Romance en Jay-Z.

## Projekt Revolution 2002

### Achtergrondinformatie
De 2002-editie was de op één na kortste editie van de tour en bestond uit negentien data. Deze editie begon op 29 januari 2002 in Colorado Springs in Colorado en eindigde op 24 februari 2002 in Las Vegas, North Dakota.

### Bands
- Linkin Park
- Cypress Hill
- Adema
- DJ Z-Trip

### Setlist
- "With You" (Hybrid Theory)
- "Runaway"(Hybrid Theory)
- "Papercut" (Hybrid Theory)
- "Points of Authority" (Hybrid Theory)
- "Step Up" (Hybrid Theory)
- "Pushing Me Away" (Hybrid Theory)
- "And One"1 (Hybrid Theory)
- "In the End" (Hybrid Theory)
- "A Place For My Head" (Hybrid Theory)
- "Forgotten" (Hybrid Theory)
- "It's Goin' Down"2 (Built from Scratch)
- "Crawling" (Hybrid Theory)
- Encore
- "My December" (Hybrid Theory)
- "By Myself" (Hybrid Theory)
- "My Own Summer"3 (cover van Deftones)
- One Step Closer" (Hybrid Theory)

## Projekt Revolution 2003

### Achtergrondinformatie
De tweede editie begon op 9 april 2003 in State College, Pennsylvania en eindigde vervroegd op 26 april 2003 in Rapid City, South Dakota. Oorspronkelijk stond de show in Rochester, New York als de eerste concert gepland, maar werd deze geannuleerd door een hevige sneeuwstorm. De band speelde tijdens de tour voor het eerst P5HNG ME AW*Y en kreeg daarop ondersteuning van Blindside's Christian*"Op enkele data deed rapper Xzibit mee op Nobody's Listening door Say My Name op de brug uit te voeren*"Door een probleem met zanger Chester Bennington's keel moest een data in Indiana geannuleerd worden en ook werden de laatste drie data van de tour, net als de achtereenvolgende Europese tour met een Pinkpopdatum, geannuleerd. Ditmaal waren het buik- en rugklachten, waardoor de zanger een operatie moest ondergaan.

### Bands
- Linkin Park
- Mudvayne
- Xzibit
- Blindside

### Setlist
- "Don't Stay" (Hybrid Theory)
- "Somewhere I Belong" (Meteora)
- "Lying from You" (Meteora)
- "Papercut" (Hybrid Theory)
- "Points of Authority" (Hybrid Theory)
- "By Myself" (Hybrid Theory)
- "Faint" (Meteora)
- "From the Inside" (Meteora)
- "Hit the Floor" (Meteora)
- "With You" (Hybrid Theory)
- "P5HNG ME A*WY" (met Christian van Blindside, Reanimation)
- "Nobody's Listening" (met Xzibit)
- "Runaway" (Hybrid Theory)
- "Crawling" (Hybrid Theory)
- "In the End" (Hybrid Theory)
- Encore
- "Easier to Run" (Meteora)
- "Iron Man" (cover van Black Sabbath)
- "A Place for My Head" (Hybrid Theory)
- "One Step Closer" (met Christian van Blindside, Hybrid Theory)

## Projekt Revolution 2004

### Achtergrondinformatie
De derde editie bestond uit meer bands en bevatte twee podia. De tour was ingepland na een Zuidaziatische tour en na het concert in de Roxy waar het album Collision Course werd opgenomen. Slechts een data voor 2004 was ingepland na de tour en was de bands laatste grote tour, waarna het een rustperiode inlaste tot 2007. Op alle ingeplande data werd er gespeeld. Het evenement begon op 23 juli 2004 in Cincinnati in Ohio en eindigde op 5 september 2004 in Mountain View, Californië.

### Bands
| Main Stage - Linkin Park - Korn - Snoop Dogg - The Used - Less Than Jake | Revolution Stage - Ghostface Killah - Funeral for a Friend - Downset - M.O.P. - Mike V. and The Rats - Instruction - No Warning - Autopilot Off |

### Setlist
- "Don't Stay" (Meteora)
- "Lying from You" (Meteora)
- "Papercut" (Hybrid Theory)
- "Points of Authority" (Hybrid Theory)
- "With You" (Hybrid Theory)
- "Runaway" (Hybrid Theory)
- "Hip Hop Medley"4 (Step Up, Nobody's Listening and It's Goin' Down)
- "Somewhere I Belong" " (Meteora)
- "Figure.09"5 (Meteora)
- "From the Inside" "5 (Meteora)
- "Breaking the Habit" "6 (Meteora)
- "Numb" "6 (Meteora)
- "Faint" (Meteora)
- "In the End" (Hybrid Theory)
- "A Place for My Head"7 (Hybrid Theory)
- Encore
- "Crawling" (Hybrid Theory)
- "Wish (Nine Inch Nails cover)"
- "Dirt off Your Shoulder/Lying from You"8 (Collision Course)
- "Big Pimpin'/Papercut"8 (Collision Course)
- "Jigga What/Faint"8 (Collision Course)
- "One Step Closer"8 (met Jonathan Davis van Korn, Hybrid Theory)

## Projekt Revolution 2007

### Achtergrondinformatie
Projekt Revolution 2007 begon 1 augustus in Phoenix, Arizona en eindigde in Greenwood Village, Colorado op 3 september en bevatte 29 plaatsten. De tour was de eerste Projekt Revolution na drie jaar relatieve rust. De band koos voor een groenere tour, door biodiesel voor hun tourbussen te gebruiken en een dollar van elk gekochte ticket aan hun eigen Music for Relief-fonds te schenken, die het weer aan het goede doel American Forests schonk. Ook waren er infostandjes waar men informatie verschafte hoe men de uitstoot van koolstofdioxide kon inperken.
De band wilde de Britse Muse meenemen op de tour, maar die kon vanwege eigen tourverplichtingen niet meereizen.
Het concert in Clarkston, Minnesota op 22 augustus 2007 werd uitgezonden door MySpace.
De concerten van de band werden opgenomen en te koop aangeboden. Het ging om audio, die door Ken "Pooch" van Druten, de officiële mixer van de band werd gemixt. De kopers kregen een code, die men na een korte periode op een speciale subpagina van de bands' website konden invoeren en zo toegang kregen tot de opnames.
De band gebruikte gedurende de shows drie verschillende setlisten, die per show roteerden.

### Bands
| Main Stage - Linkin Park - My Chemical Romance - Taking Back Sunday - HIM - Placebo - Julien-K | Revolution Stage - Mindless Self Indulgence - Saosin - The Bled - Styles of Beyond - Madina Lake |

### Setlist
Set A
1. "Wake" (Minutes to Midnight)
2. "Given Up" (Minutes to Midnight)
3. "No More Sorrow" (Minutes to Midnight)
4. "Lying from You" (Meteora)
5. "Don't Stay" (Meteora)
6. "Somewhere I Belong" (Meteora)
7. "From the Inside" (Meteora)
8. "Papercut" (Hybrid Theory)
9. "Points of Authority" (Hybrid Theory)
10. "In Pieces" (Minutes to Midnight)
11. "Shadow of the Day" (Minutes to Midnight)
12. "Numb" (Meteora)
13. "Pushing Me Away (pianoversie, origineel op Hybrid Theory)
14. "Breaking the Habit" (Meteora)
15. "Crawling" (Hybrid Theory)
16. "The Little Things Give You Away" (Minutes to Midnight)
17. "What I've Done" (Minutes to Midnight)
18. "Faint" (Meteora)

Encore
1. "One Step Closer" (Hybrid Theory)
2. "In the End" (Hybrid Theory)
3. "Bleed It Out" (Minutes to Midnight)

Set B
1. "No More Sorrow" (Minutes to Midnight)
2. "Lying from You" (Meteora)
3. "Somewhere I Belong" (Meteora)
4. "Wake" (Minutes to Midnight)
5. "Given Up" (Minutes to Midnight)
6. "From the Inside" (Meteora)
7. "Papercut" (Hybrid Theory)
8. "Points of Authority" (Hybrid Theory)
9. "Hands Held High" (Minutes to Midnight)
10. "Numb" (Meteora)
11. "Pushing Me Away (pianoversie, origineel op Hybrid Theory)
12. "Breaking the Habit" (Meteora)
13. "Shadow of the Day" (Minutes to Midnight)
14. "Crawling" (Hybrid Theory)
15. "The Little Things Give You Away" (Minutes to Midnight)
16. "What I've Done" (Minutes to Midnight)
17. "In the End" (Hybrid Theory)
18. "One Step Closer" (Hybrid Theory)

Encore
1. "Cure for the Itch"9 (Hybrid Theory)
2. "QWERTY"10 (Linkin Park Underground 6.0)
3. "Bleed It Out" (Minutes to Midnight)
4. "Faint" (Meteora)

Set C
1. "One Step Closer" (Hybrid Theory)
2. "Lying from You" (Meteora)
3. "Somewhere I Belong" (Meteora)
4. "No More Sorrow" (Minutes to Midnight)
5. "Papercut" (Hybrid Theory)
6. "Points of Authority" (Hybrid Theory)
7. "Wake" (Minutes to Midnight)
8. "Given Up" (Minutes to Midnight)
9. "Don't Stay" (Meteora)
10. "From the Inside" (Meteora)
11. "Leave Out All The Rest" (Minutes to Midnight)
12. "Numb" (Meteora)
13. "Pushing Me Away (pianoversie, origineel op Hybrid Theory)
14. "Breaking the Habit" (Meteora)
15. "Crawling" (Hybrid Theory)
16. "Shadow of the Day" (Minutes to Midnight)
17. "In the End" (Hybrid Theory)
18. "Bleed It Out" (Minutes to Midnight)

Encore
1. "The Little Things Give You Away" (Minutes to Midnight)
2. "What I've Done" (Minutes to Midnight)
3. "Faint" (Meteora)

Set D
1. "No More Sorrow" (Minutes to Midnight)
2. "Lying from You" (Meteora)
3. "Somewhere I Belong" (Meteora)
4. "Wake" (Minutes to Midnight)
5. "Given Up" (Minutes to Midnight)
6. "From the Inside" (Meteora)
7. "Don't Stay" (Meteora)
8. "Papercut" (Hybrid Theory)
9. "Points of Authority" (Hybrid Theory)
10. "Shadow of the Day" (Minutes to Midnight)
11. "What I've Done" (Minutes to Midnight)
12. "Numb" (Meteora)
13. "Pushing Me Away (pianoversie, origineel op Hybrid Theory)
14. "Hands Held High" (Minutes to Midnight)
15. "Breaking the Habit" (Meteora)
16. "In the End" (Hybrid Theory)
17. "Crawling" (Hybrid Theory)
18. "Bleed It Out" (Minutes to Midnight)

Encore
1. "The Little Things Give You Away" (Minutes to Midnight)
2. "Cure for the Itch" (Hybrid Theory)
3. "One Step Closer" (Hybrid Theory)
4. "Faint" (Meteora)

Camden setlist
1. "No More Sorrow" (Minutes to Midnight)
2. "Lying from You" (Meteora)
3. "Somewhere I Belong" (Meteora)
4. "Wake" (Minutes to Midnight)
5. "Given Up" (Minutes to Midnight)
6. "From the Inside" (Meteora)
7. "Don't Stay" (Meteora)
8. "Papercut" (Hybrid Theory)
9. "Points of Authority" (Hybrid Theory, met Petrified over de intro)
10. "Numb" (Meteora)
11. "Pushing Me Away (pianoversie, origineel op Hybrid Theory)
12. "Shadow of the Day" (Minutes to Midnight)
13. "Crawling" (Hybrid Theory)
14. "Hands Held High" (Minutes to Midnight)
15. "The Little Things Give You Away" (Minutes to Midnight)
16. "What I've Done" (Minutes to Midnight)
17. "In the End" (Hybrid Theory)
18. "One Step Closer" (Hybrid Theory)

Encore
1. "Cure for the Itch" (Hybrid Theory)
2. "Breaking the Habit" (Meteora)
3. "Bleed It Out" (Minutes to Midnight)
4. "Faint" (Meteora)

## Projekt Revolution Tour: Europe

### Achtergrondinformatie
In 2008 werd Projekt Revolution voor het eerst in zijn geheel buiten de Verenigde Staten gehouden. Vanaf 21 juni begon in München, Duitsland de eerste en vooralsnog enige Europese editie. Het evenement kwam op 29 juni in Milton Keynes, Verenigd Koninkrijk tot een einde. Dit concert is tot op heden het optreden met de grootste capaciteit. Het werd opgenomen en op 21 november 2008 uitgebracht als een cd/dvd-combo met Road to Revolution: Live at Milton Keynes als titel.

### Bands
- Linkin Park (alle)
- N.E.R.D (alle)
- HIM (München, Berlijn, Düsseldorf)
- The Used (München, Düsseldorf)
- The Blackout (München)
- The Bravery (Düsseldorf, Milton Keynes)
- Innerpartysystem (Düsseldorf, Milton Keynes)
- Enter Shikari (Milton Keynes)
- Pendulum (Milton Keynes)
- Jay-Z (Milton Keynes)

München
1. "One Step Closer" (Hybrid Theory)
2. "Lying from You" (Meteora)
3. "Somewhere I Belong" (Meteora)
4. "No More Sorrow" (Minutes to Midnight)
5. "Papercut" (Hybrid Theory)
6. "Reading My Eyes"11 (Xero)
7. "Wake 2.0"12 (origineel op Minutes to Midnight)
8. "Given Up" (Minutes to Midnight)
9. "From the Inside" (Meteora)
10. "Leave Out All The Rest" (Minutes to Midnight)
11. "Numb" (Meteora)
12. "The Little Things Give You Away" (Minutes to Midnight)
13. "Breaking the Habit" (Meteora)
14. "Shadow of the Day" (Minutes to Midnight)
15. "Crawling" (Hybrid Theory)
16. "In the End" (Hybrid Theory)
17. "Bleed It Out" (Minutes to Midnight)

Encore
1. "Pushing Me Away" (pianoversie, origineel op Hybrid Theory)
2. "What I've Done" (Minutes to Midnight)
3. "Faint" (Meteora)

Berlijn
1. "What I've Done" (Minutes to Midnight)
2. "Faint" (Meteora)
3. "No More Sorrow" (Minutes to Midnight)
4. "Wake 2.0"12 (origineel op Minutes to Midnight)
5. "Given Up" (Minutes to Midnight)
6. "Lying from You" (Meteora)
7. "Don't Stay" (Meteora)
8. "In Pieces" (Minutes to Midnight)
9. "Somewhere I Belong" (Meteora)
10. "Points of Authority" (Hybrid Theory)
11. "Leave Out All The Rest" (Minutes to Midnight)
12. "Numb" (Meteora)
13. "Shadow of the Day" (Minutes to Midnight)
14. "Valentine's Day" (Minutes to Midnight)
15. "Crawling" (Hybrid Theory)
16. "In the End" (Hybrid Theory)
17. "Bleed It Out" (Minutes to Midnight)

Encore
1. "Pushing Me Away" (pianoversie, origineel op Hybrid Theory)
2. "Breaking the Habit" (Meteora)
3. "A Place for My Head" (Hybrid Theory)
4. "One Step Closer" (Hybrid Theory)

Düsseldorf
1. "No More Sorrow" (Minutes to Midnight)
2. "Lying from You" (Meteora)
3. "Somewhere I Belong" (Meteora)
4. "Wake 2.0"12 (origineel op Minutes to Midnight)
5. "Given Up" (Minutes to Midnight)
6. "Papercut" (Hybrid Theory)
7. "Points of Authority" (Hybrid Theory)
8. "In Pieces" (Minutes to Midnight)
9. "Numb" (Meteora)
10. "Pushing Me Away"13 (Hybrid Theory)
11. "Breaking the Habit" (Meteora)
12. "Shadow of the Day" (Minutes to Midnight)
13. "Crawling" (Hybrid Theory)
14. "Leave Out All the Rest" (Minutes to Midnight)
15. "What I've Done" (Minutes to Midnight)
16. "In the End" (Hybrid Theory)
17. "Bleed It Out" (Minutes to Midnight)

Encore
1. "Cure for the Itch (Hybrid Theory)
2. "A Place for My Head" (Hybrid Theory)
3. "Faint" (Meteora)
4. "One Step Closer" (Hybrid Theory)

| Milton Keynes 1. "One Step Closer" (Hybrid Theory) 2. "From the Inside" (Meteora) 3. "Somewhere I Belong" (Meteora) 4. "No More Sorrow" (Minutes to Midnight) 5. "Papercut" (Hybrid Theory) 6. "Points of Authority" (Hybrid Theory) 7. "Wake 2.0"12 (origineel op Minutes to Midnight) 8. "Given Up" (Minutes to Midnight) 9. "Lying from You" (Meteora) 10. "Hands Held High" (a capella, origineel op Minutes to Midnight) 11. "Leave Out All the Rest" (Minutes to Midnight) 12. "Numb" (Meteora) 13. "The Little Things Give You Away" (Minutes to Midnight) 14. "Breaking the Habit" (Meteora) 15. "Shadow of the Day" (Minutes to Midnight) 16. "Crawling" (Hybrid Theory) 17. "In the End" (Hybrid Theory) Encore 1. "Pushing Me Away" (pianoversie, origineel op Hybrid Theory) 2. "What I've Done" (Minutes to Midnight) 3. "Numb/Encore" (Collision Course) 4. "Jigga What/Faint" (Collision Course) 5. "Bleed It Out" (Minutes to Midnight) | - 11: Reading My Eyes is een nummer dat op het album Xero staat, het album van Linkin Park in de tijd dat zij Xero heetten. Op het origineel zingt Mark Wakefield de vocalen; Bennington had zich toen nog niet bij de band aangesloten. Het optreden van het nummer is een van de weinige bestaande optredens met Bennington aan de vocalen. - 12: Wake 2.0 is een geremixte versie van Wake. - 13: De band speelde na een lange periode van enkele jaren weer de studioversie van Pushing Me Away, nadat het vanaf 2006 in een pianoversie werd uitgevoerd. |

## Projekt Revolution 2008

### Bands
Hoofdpodium
- Linkin Park
- Chris Cornell
- The Bravery
- Ashes Divide
- Street Drum Corps
- Busta Rhymes

Revolutionpodium
- Atreyu
- 10 Years
- Hawthorne Heights
- Armor for Sleep

### Achtergrondinformatie
Linkin Park veranderde de setlisten lichtelijk en gaf enkele nummers nieuwe in- en outro's. De voegde We Made It toe, waarbij Busta Rhymes het podium met de band deelde. Dit gebeurde elke show, tot Busta Rhymes de tour verliet. Op Crawling zong Chris Cornell de harmonieën van Aaron Lewis, terwijl Chester Bennington Hunger Strike tijdens Cornell's gedeelte meezong. Ook werd op de intro, waar de eerste minuten van KRWLNG te horen zijn, een a capella van de eerste couplet van Hands Held High uitgevoerd. Daarnaast deed Street Drum Corps mee op enkele nummers.
Nadat Busta Rhymes de tour verliet, rezen de geruchten dat Busta Rhymes de tour door een ruzie met Mike Shinoda verliet. De officiële verklaring luidde "vergaande zakelijke kwesties". Shinoda reageerde op zijn weblog dat de geruchten vals waren.

### Setlist

#### Met Busta Rhymes
Set X
1. "One Step Closer" (Hybrid Theory, met Street Drum Corps intro)
2. "Lying from You" (Meteora)
3. "Somewhere I Belong" (Meteora)
4. "No More Sorrow" (Minutes to Midnight)
5. "Papercut" (Hybrid Theory)
6. "Points of Authority" (Hybrid Theory)
7. "Wake 2.0" (origineel op Minutes to Midnight)
8. "Given Up" (Minutes to Midnight)
9. "From the Inside" (Meteora)
10. "Leave Out All the Rest" (Minutes to Midnight)
11. "Numb" (Meteora)
12. "The Little Things Give You Away" (Minutes to Midnight)
13. "Breaking the Habit" (Meteora)
14. "Shadow of the Day" (Minutes to Midnight)
15. "Crawling" (Hybrid Theory, met Chris Cornell)
16. "In the End" (Hybrid Theory)
17. "Faint" (Meteora)

Encore
1. "We Made It" (met Busta Rhymes)
2. "What I've Done" (Minutes to Midnight)

Encore
1. "Bleed It Out" (Minutes to Midnight, met Street Drum Corps)

Set Y
1. "What I've Done" (Minutes to Midnight, met Street Drum Corps)
2. "Faint" (Meteora)
3. "No More Sorrow" (Minutes to Midnight)
4. "Wake 2.0" (origineel op Minutes to Midnight)
5. "Given Up" (Minutes to Midnight)
6. "Lying from You" (Meteora)
7. "Don't Stay" (Meteora)
8. "In Pieces" (Minutes to Midnight)
9. "Somewhere I Belong" (Meteora)
10. "Points of Authority" (Hybrid Theory)
11. "Leave Out All the Rest" (Minutes to Midnight)
12. "Numb" (Meteora)
13. "Shadow of the Day" (Minutes to Midnight)
14. "Valentine's Day" (Minutes to Midnight)
15. "Crawling" (Hybrid Theory, met Chris Cornell)
16. "In the End" (Hybrid Theory)
17. "Bleed It Out" (Minutes to Midnight)

Encore
1. "Pushing Me Away" (pianoversie, origineel op Hybrid Theory)
2. "Breaking the Habit" (Meteora)

Encore
1. "We Made It" (met Busta Rhymes)
2. "One Step Closer" (Hybrid Theory)

Set Z:
1. "No More Sorrow" (Minutes to Midnight)
2. "Lying from You" (Meteora)
3. "Somewhere I Belong" (Meteora)
4. "Wake 2.0" (origineel op Minutes to Midnight)
5. "Given Up" (Minutes to Midnight)
6. "Papercut" (Hybrid Theory)
7. "Points of Authority" (Hybrid Theory)
8. "In Pieces" (Minutes to Midnight)
9. "Numb" (Meteora)
10. "Pushing Me Away" (Hybrid Theory)
11. "Breaking the Habit" (Meteora)
12. "Shadow of the Day" (Minutes to Midnight)
13. "Crawling" (Hybrid Theory, met Chris Cornell)
14. "Leave Out All the Rest" (Minutes to Midnight)
15. "In the End" (Hybrid Theory)
16. "One Step Closer" (Hybrid Theory)
17. "Faint" (Meteora)

Encore
1. "Cure for the Itch (Hybrid Theory)
2. "We Made It" (met Busta Rhymes)
3. "What I've Done" (Minutes to Midnight)

Encore
1. "Bleed It Out" (Minutes to Midnight, met Street Drum Corps)

Holmdel setlist
1. "No More Sorrow" (Minutes to Midnight)
2. "Lying from You" (Meteora)
3. "Somewhere I Belong" (Meteora)
4. "Wake 2.0" (origineel op Minutes to Midnight)
5. "Given Up" (Minutes to Midnight)
6. "Papercut" (Hybrid Theory)
7. "Points of Authority" (Hybrid Theory)
8. "In Pieces" (Minutes to Midnight)
9. "Numb" (Meteora)
10. "Pushing Me Away" (Hybrid Theory)
11. "Breaking the Habit" (Meteora)
12. "Shadow of the Day" (Minutes to Midnight)
13. "Crawling" (Hybrid Theory, met Chris Cornell)
14. "Leave Out All the Rest" (Minutes to Midnight)
15. "In the End" (Hybrid Theory)
16. "Faint" (Meteora)
17. "One Step Closer" (Hybrid Theory)

Encore
1. "What I've Done" (Minutes to Midnight)
2. "We Made It" (met Busta Rhymes)
3. "Bleed It Out" (Minutes to Midnight, met Street Drum Corps)

#### Zonder Busta Rhymes
Set X
1. "One Step Closer" (Hybrid Theory, met Street Drum Corps intro)
2. "Lying from You" (Meteora)
3. "Somewhere I Belong" (Meteora)
4. "No More Sorrow" (Minutes to Midnight)
5. "Papercut" (Hybrid Theory)
6. "Points of Authority" (Hybrid Theory)
7. "Wake 2.0" (origineel op Minutes to Midnight)
8. "Given Up" (Minutes to Midnight)
9. "From the Inside" (Meteora)
10. "Leave Out All the Rest" (Minutes to Midnight)
11. "Numb" (Meteora)
12. "The Little Things Give You Away" (Minutes to Midnight)
13. "Breaking the Habit" (Meteora)
14. "Shadow of the Day" (Minutes to Midnight)
15. "Crawling" (Hybrid Theory, met Chris Cornell)
16. "In the End" (Hybrid Theory)

Encore
1. "What I've Done" (Minutes to Midnight)
2. "Faint" (Meteora)

Encore
1. "Bleed It Out" (Minutes to Midnight, met Street Drum Corps)

Set Y
1. "What I've Done" (Minutes to Midnight, met Street Drum Corps)
2. "Faint" (Meteora)
3. "No More Sorrow" (Minutes to Midnight)
4. "Wake 2.0" (origineel op Minutes to Midnight)
5. "Given Up" (Minutes to Midnight)
6. "Lying from You" (Meteora)
7. "Don't Stay" (Meteora)
8. "In Pieces" (Minutes to Midnight)
9. "Somewhere I Belong" (Meteora)
10. "Points of Authority" (Hybrid Theory)
11. "Leave Out All the Rest" (Minutes to Midnight)
12. "Numb" (Meteora)
13. "Shadow of the Day" (Minutes to Midnight)
14. "Valentine's Day" (Minutes to Midnight)
15. "Crawling" (Hybrid Theory, met Chris Cornell)
16. "In the End" (Hybrid Theory)
17. "Bleed It Out" (Minutes to Midnight)

Encore
1. "Pushing Me Away" (pianoversie, origineel op Hybrid Theory)
2. "Breaking the Habit" (Meteora)

Encore
1. "Cure for the Itch (Hybrid Theory)
2. "One Step Closer" (Hybrid Theory)

Set Z
1. "No More Sorrow" (Minutes to Midnight)
2. "Lying from You" (Meteora)
3. "Somewhere I Belong" (Meteora)
4. "Wake 2.0" (origineel op Minutes to Midnight)
5. "Given Up" (Minutes to Midnight)
6. "Papercut" (Hybrid Theory)
7. "Points of Authority" (Hybrid Theory)
8. "In Pieces" (Minutes to Midnight)
9. "Numb" (Meteora)
10. "Pushing Me Away" (Hybrid Theory)
11. "Breaking the Habit" (Meteora)
12. "Shadow of the Day" (Minutes to Midnight)
13. "Crawling" (Hybrid Theory, met Chris Cornell)
14. "Leave Out All the Rest" (Minutes to Midnight)
15. "In the End" (Hybrid Theory)
16. "One Step Closer" (Hybrid Theory)

Encore
1. "Cure for the Itch (Hybrid Theory)
2. "What I've Done" (Minutes to Midnight)
3. "Faint" (Meteora)

Encore
1. "Bleed It Out" (Minutes to Midnight, met Street Drum Corps)

Emily Armstrong · Chester Bennington · Rob Bourdon · Colin Brittain · Brad Delson 
Dave Farrell · Joe Hahn · Scott Koziol · Mike Shinoda · Mark Wakefield